# Vestvannet
Das Vestvannet ist ein See in der norwegischen Gemeinde Sarpsborg in der Provinz (Fylke) Østfold. Er ist Teil des westlichen Laufs der Glomma, die sich nordöstlich des Sees in zwei Flussläufe aufspaltet.

## Lage
Der See liegt im Nordwesten der Stadt Sarpsborg in der gleichnamigen Kommune. An der Nordgrenze der Gemeinde spaltet sich die Glomma, Norwegens längster Fluss, in zwei Teile. Der östliche Lauf fließt durch die Stadt Sarpsborg, der westliche geht in den See Mingevannet und in seinem weiteren Verlauf Richtung Südwesten in das Vestvannet über. Im Südosten vom Vestvannet liegt der See Tunevannet, welcher durch einen schmalen Landstreifen vom Vestvannet getrennt ist. Auf diesem verläuft die Straße Fylkesvei 114. Vor allem im südöstlichen Bereich des Sees liegen mehrere Inseln. Zu diesem gehören die Bjorsøya, die Kalnesøya und die Stenbekkøya. Der westliche Bereich des Vestvannet trägt auch den Namen Isnesfjorden, in dessen nördlichem Abschnitt fließt der Fluss Ågårdselva ab. Die Ågårdselva läuft weiter in den See Visterflo, bevor sich die beiden Teile der Glomma wieder vereinen.
Zwischen dem Vestvannet und dem See Visterflo befindet sich im Süden ein Teil des Sarpsborger Stadtgebiets. Des Weiteren verläuft dort die Europastraße 6 (E6), die unter anderem Sarpsborg mit dem weiter nordwestlich gelegenen Oslo verbindet. Im Süden des Sees liegt das Naturreservat Vestvannet naturreservat.